# باشگاه فوتبال هولشتاین کیل
باشگاه فوتبال هولشتاین کیل (انگلیسی: Holstein Kiel) باشگاه فوتبالی است که در شهر کیل در ایالت شلسویگ-هولشتاین قرار دارد و در سال ۱۹۰۰ تأسیس شده است.
در پایان فصل ۲۴–۲۰۲۳ این باشگاه سهمیه صعود مستقیم به بوندس‌لیگا را به‌دست‌آورد.

## افتخارات

### لیگ
- لیگ قهرمانی آلمان
  - قهرمان (۱بار): ۱۹۱۲
  - نایب‌قهرمان (۲بار): ۱۹۱۰، ۱۹۳۰